# Univerza medicinskih znanosti Bakvijatala
Univerza medicinskih znanosti Bakvijatala je javna, ne-civilna univerza, ki zagotavlja medicinsko oskrbo Vojski stražarjev islamske revolucije.
Znotraj univerze delujejo naslednje enote:
- Fakulteta za medicinske sestre,
- Fakulteta za združeno zdravje,
- Fakulteta za medicino,
- Raziskovalni inštitut za vojaško medicino,
- 3 splošne bolnišnice in
- zobozdravstvena bolnišnica.